# Ceriagrion calamineum
Ceriagrion calamineum е вид водно конче от семейство Coenagrionidae. Видът не е застрашен от изчезване.

## Разпространение
Разпространен е в Индонезия (Малки Зондски острови, Сулавеси, Суматра и Ява), Малайзия (Западна Малайзия), Тайланд и Филипини.